# Antonio González Ochoa
Antonio González Ochoa (Zapotlán el Grande, Jalisco, 10 de julio de 1910 - ibídem, 5 de abril de  1984) fue un médico e investigador mexicano que se especializó en medicina tropical y micología.

## Estudios y docencia
Realizó sus estudios en la Universidad de Guadalajara y en la Facultad de Medicina de la Universidad Nacional Autónoma de México. En 1937 viajó a Francia para realizar estudios especializados en micología, siendo discípulo de Maurice Langeron.  Asimismo, realizó estudios de medicina tropical en el Instituto Nacional de Salud Pública de Hamburgo en Alemania y en la Facultad de Medicina de la Universidad de Duke de Carolina del Norte en Estados Unidos.   Impartió clases en la Universidad Nacional Autónoma de México.

## Investigador
Realizó diversas tareas de investigación en el Instituto de Enfermedades Tropicales de la Secretaría de Salubridad y Asistencia. Se le considera uno de los fundadores de la micología en México. Colaboró para el Instituto Nacional de Diagnóstico y Referencia Epidemiológica (INDRE). Trabajó en la investigación sobre la fisiología, morfología y relaciones inmunológicas de los actinomicetos patógenos que producen la actinomicetoma. Por otra parte realizó estudios sobre el hongo Sporothrix schenckii causante de la enfermedad infecciosa llamada esporotricosis.
Fue autor y coautor de artículos de investigación y libros sobre medicina tropical, dermatología y micología. Falleció en su ciudad natal el 5 de abril de 1984.

## Premios y distinciones
- Reconocimiento del Grupo Cultural José Clemente Orozco por su labor científica en pro de la humanidad en 1968.
- Medalla Rhoada Benham por la Sociedad de Micología Médica de las Américas en 1973.
- Premio Nacional de Ciencias y Artes en el área de Ciencias Físico-Matemáticas y Naturales por el Gobierno Federal de México en 1972.